# Antonio Abril
Antonio Abril Abadín (Vivero, Provincia de Lugo, 12 de diciembre de 1957), licenciado en Derecho por la Universidad de Oviedo y funcionario por oposición del Cuerpo de Abogados del Estado (O.M. Economía y Hacienda de 20 de julio de 1984). Presidente de la Conferencia de Consejos Sociales de las Universidades de España (CCS) y presidente del Consello Social de la Universidad de La Coruña (UDC).  Ha sido secretario general y del consejo de administración y director de Cumplimiento Normativo de Inditex S.A. y de las diversas empresas que constituyen el Grupo Inditex. 

## Primeros años
Antonio Abril Abadín nació en la localidad lucense de Vivero, donde pasó su juventud. Se trasladó a estudiar a la Universidad de Oviedo, donde obtuvo la licenciatura en Derecho. En 1984, se incorporó como funcionario por oposición al Cuerpo de Abogados del Estado.

## Carrera
Actividad en la administración pública. Desde 1 de agosto de 1984 hasta 28 de enero de 1986 fue abogado del Estado en el Servicio Jurídico del Estado en la Delegación de Hacienda y Tribunales de Lugo. 
Desde 28 de enero de 1986 hasta 1 de marzo de 1989 fue abogado del Estado en el Servicio Jurídico del Estado en la Delegación del Gobierno en Galicia (La Coruña).
Actividad en la universidad. Cursos 1990/91 a 1994/95: Profesor asociado de Derecho Administrativo en la Facultad de Derecho de la UDC Archivado el 25 de septiembre de 2011 en Wayback Machine.. Desde el 15 de marzo de 1999 hasta el 4 de agosto de 2008 fue vocal del Consello Social de la UDC. Desde el 4 de agosto de 2008 y actualmente es Presidente del Consejo Social de la UDC y Vicepresidente de la Fundación Universidade da Coruña. Presidente de la Conferencia de Consejos Sociales de las Universidades de España desde el 16 de noviembre de 2017 y presidente de su Comisión Académica. Miembro del Patronato y presidente de la Comisión de Documentos y Proyectos de la Fundación CyD“Conocimiento y Desarrollo” que representa el compromiso de la empresa española con la tercera misión universitaria. Presidente de la Comisión Universidad-Empresa de la Cámara de Comercio de España.
Actividad actual en el sector privado. Vicepresidente del Foro de Marcas Renombradas Españolas (FMRE).
Miembro del Comité de Normas Profesionales del Instituto de Consejeros y Administradores (IC-A) (filial española de The European Confederation of Directors Associations - ecoDa), del Patronato de la Fundación SERES (Sociedad y Empresa Responsable), del Consejo Asesor de la Fundación Biodiversidad, de la Comisión Ejecutiva de la Cámara de Comercio de La Coruña, de la Comisión Ejecutiva de la Cámara de Comercio de España, del Consejo Rector de la Asociación para el Progreso de la Dirección en Galicia (APD), de la European Round Table of Industrialists (ERT) y de la Comisión Ejecutiva de la Fundación de Estudios Financieros Archivado el 19 de noviembre de 2017 en Wayback Machine..
Hasta el 15 de abril de 2021 ejerció como secretario general y del consejo de administración y director de Cumplimiento Normativo de Inditex S.A. y de las diversas empresas que constituyen este grupo.